# Backbarrow
Backbarrow är en by i Cumbria i England. Byn ligger 71,2 km från Carlisle. Orten har 583 invånare (2015).